# 마테아 옐리치
마테아 옐리치(크로아티아어: Matea Jelić, 1997년 12월 23일~)는 크로아티아의 태권도 선수로 2020년 하계 올림픽에서 미들급 금메달을 획득했다.